# Kostel svatého Antonína Paduánského (Dačice)
Kostel svatého Antonína Paduánského je římskokatolický chrám ve městě Dačice v okrese Jindřichův Hradec, součást kláštera karmelitek (původně františkánů). S celým areálem konventu je chráněn jako kulturní památka České republiky. Je filiálním kostelem dačické farnosti.

## Historie
Původní klášter františkánů byl v Dačicích postaven v letech 1660–1664, finanční prostředky na realizaci konventního kostela však zakladatel, dačický primátor Matěj Jan Kapeta, již neměl. Po jeho smrti v roce 1672 poskytli řádu peníze hrabata z Fürstenberka, z Berchtoldu a Berkové z Dubé, proto ještě téhož roku byl položen základní kámen nového chrámu. Ten v přímém sousedství kláštera vyrostl do roku 1677, kdy zde již mohly být slouženy bohoslužby. Jedná se o raně barokní bezvěžový sálový kostel se čtyřmi bočními kaplemi a s trojboce ukončeným kněžištěm. Nad západním průčelím se na střeše nachází sanktusník. V roce 1689 byl chrám vybaven nákladným hlavním oltářem, interiér byl postupně dokončován až do první třetiny 18. století, neboť kostel byl vysvěcen až v roce 1729. Varhany pochází z roku 1720. Františkánský klášter fungoval až do roku 1950. V 90. letech 20. století areál získaly bosé karmelitky, jejichž konvent zde funguje od roku 1997. Pro jejich potřeby byl po roce 2005 vybudován nový chór, který je umístěný kolmo na původní presbytář.